# Сук, Иван Яковлевич
Иван Яковлевич Сук (08.02.1921, Донецкая область — 24.04.1978) — путеец 79-го восстановительного железнодорожного батальона 5-й железнодорожной бригады, красноармеец.

## Биография
Родился 8 февраля 1921 года в селе Сергеевка Красноармейского района Донецкой области Украины. Украинец. После школы работал в колхозе, помогал родителям нянчится с младшими братьями и сестрами.
В 1940 году был призван в Красную Армию и направлен в железнодорожные войска. После учебного подразделения был зачислили путейцем в 79-й восстановительный железнодорожный батальон 5-й железнодорожной бригады полковника П. А. Кабанова. Служил на Дальнем Востоке. Участвовал в строительстве железной дороги Манзовка-Варфоломеевка в Приморье. В марте 1941 года бригада была переброшена в Западную Украину, где воины-железнодорожники в районе Львова строили вторые пути, перешивали старую колею на союзную. Здесь красноармеец Сук встретил начало Великой Отечественной войны.
С первого дня участвовал в военных операциях на Юго-Западном фронте, вместе с бойцами 79-го батальона вёл заградительные работы до самого Киева. В дальнейшем вела заградительные работы в Бахмаче и Конотопе велись, чтобы преградить путь врагу на Брянск и к Москве. Здесь пришлось выходить из окружения. Затем были заградительные работы у Белгорода и Воронежа.
С лета 1942 года красноармеец Сук в составе бригады обеспечивал перевозки на линии Грязи—Поворино, через которую к Сталинграду шли войска и боевая техника. После завершения Сталинградской битвы восстанавливал пути через Елец на Касторную и Орёл и Курск, по которым шли войска к Донскому фронту. Пришлось не раз восстанавливать мосты через реки Кшень и Тим, разрушавшиеся вражеской авиацией. Деревянные опоры ставили в ледяной воде. Летом и осенью 1943 года возрождал путь к Орлу и Брянску Восстановив железнодорожный узел Орёл и мост через Оку, бригада участвовала в восстановлении крупного узла Брянск и моста через Десну. Далее боевой путь проходил по Белоруссии.
Красноармеец Сук проявил высокое мужество в восстановлении стальных магистралей в сложных условиях боевых действий. Личным примером не раз увлекал бойцов на мужественный, смелые действия.
Указом Президиума Верховного Совета СССР от 5 ноября 1943 года «за особые заслуги в деле обеспечении перевозок для фронта и народного хозяйства и выдающиеся достижения в восстановлении железнодорожного хозяйства в трудных условиях военного времени» красноармейцу Суку Ивану Яковлевичу присвоено звание Героя Социалистического Труда с вручением ордена Ленина и Золотой медали «Серп и Молот».
21 ноября 1943 года в Кремле ему вручили высокие награды Родины, а в Наркомате путей сообщения — знак «Почётному железнодорожнику». Командование роты направило родителям благодарственное письмо.
В начале 1944 года был направлен на учёбу в Ленинградское ордена Ленина Краснознамённое училище военных сообщений, расположенное в Ярославле. Пройдя ускоренный курс обучения, младший лейтенант И. Сук вернулся в свой 79-й батальон и приступил к обязанностям командира взвода. Войну закончил в Берлине.
После войны продолжил службу в железнодорожных войсках, в 9-й и 30-й отдельных железнодорожных бригадах, в Забайкалье, потом в Казахстан. Был преподавателем в том училище, которое сам окончил. В 1960 году капитан И. Я. Сук уволился в запас с должности начальником вещевого и обозного снабжения 253-го батальона механизации 4-го железнодорожного корпуса.
Вернулся на родину, в город Красноармейск. Много лет трудился в городском комитете ДОСААФ, готовя молодёжь к службе в Вооружённых силах. Скоропостижно скончался 24 апреля 1978 году. Похоронен в Красноармейске.
Награждён одним орденом Ленина, орденом Красной Звезды, медалями.